# (9494) Donici
(9494) Donici est un astéroïde de la ceinture principale.

## Description
(9494) Donici est un astéroïde de la ceinture principale. Il fut découvert le 26 mars 1971 à l'observatoire Palomar par Cornelis Johannes van Houten, Ingrid van Houten-Groeneveld et Tom Gehrels. Il présente une orbite caractérisée par un demi-grand axe de 2,19 UA, une excentricité de 0,08 et une inclinaison de 3,8° par rapport à l'écliptique.

## Compléments